# Korollar
Korollar (lateinisch corollarium „Zugabe“, „Geschenk“, eigentlich „Kränzchen“; von lat. corona „Kranz“, corolla „Kränzchen“) bezeichnet in der Mathematik und Logik eine Aussage, die sich aus einem schon bewiesenen Satz, dem Beweis eines schon bewiesenen Satzes oder aus einer Definition ohne großen Beweisaufwand ergibt. Oft sind Korollare triviale (d. h. einfache)  Schlussfolgerungen. Die Abgrenzung zwischen Satz und Korollar ist aber ebenso subjektiv wie die zwischen Lemma und Satz.
In der Rechtswissenschaft wird in Bezug auf die Befugnisse zweier Organe unter Umständen auf die sog. Korollartheorie verwiesen. So sollen z. B. die Rechte eines durch den Bundestag eingesetzten Untersuchungsausschuss nicht weiter gehen können als die Rechte des Bundestags selbst.

## Beispiel
Aus dem Satz
Die Summe der Innenwinkel in einem ebenen Dreieck beträgt stets 180°.
folgt das Korollar
In einem ebenen rechtwinkligen Dreieck beträgt die Summe der beiden der Hypotenuse anliegenden Winkel stets 90°.
Da die Hypotenuse die Seite ist, die dem rechten Winkel gegenüberliegt, beträgt die Summe der beiden der Hypotenuse anliegenden Winkel 180°−90° = 90°.